# Idaea ossearia
Idaea ossearia är en fjärilsart som beskrevs av Jacob Hübner 1798. Idaea ossearia ingår i släktet Idaea och familjen mätare. Inga underarter finns listade i Catalogue of Life.